# Església de Sant Llorenç de la Muga
Església de Sant Llorenç de la Muga és un temple del municipi de Sant Llorenç de la Muga (Alt Empordà) protegit com a bé cultural d'interès local.

## Descripció
Edifici situat al centre del poble. És un temple amb estructures romàniques de diverses èpoques i nombrosos afegits posteriors, per aquesta raó presenta una planta ben poc usual: dues naus, creuer i tres absis. La coberta és de volta de canó, de perfil semicircular i rematada per un transsepte on s'obren tres absis semicirculars allargassats. El braç nord del transsepte fou substituït al segle xii, pel campanar. El campanar de planta quadrada i uns 15 metres d'alçada fou engrandit amb dos cossos en el segle xviii. A la part baixa del campanar es va construir una nova absidiola i es va reconstruir el braç nord del transsepte. A part del campanar de torre, al mur de ponent, on hi ha la porta de l'església, se situa un petit campanar d'espadanya.
A la banda sud la façana resta amagada per una casa que s'hi adossa. A la part visible, hi ha porta d'arc rebaixat i finestra, datable en els segles XVII-XVIII. Sobre la façana hi havia un campanar de cadireta, els seus arcs foren tapiats formant part de la fortificació que recorre tota l'església. L'aparell és de carreus poc escairats.

## Història
Apareix en els documents el segle xii, tot i que el nom del poble apareix l'any 972, quan ja devia existir. En els Rationes Decimarum del 1279 i 1280 és citada amb el nom de: ecclesia sancti Laurencii i ecclesia sancti Laurentii de Samuga. El segle xiv apareix com l'Ecclesia parrochialis sancti Laurentii de Samuga.
A finals del segle xviii, durant la guerra gran, el temple fou saquejat i cremat. També va sofrir desperfectes en la darrera guerra civil.